# Aeroporto Internacional de Belo Horizonte-Confins
O Aeroporto Internacional de Belo Horizonte/Confins –Tancredo Neves (IATA: CNF, ICAO: SBCF) é um aeroporto internacional localizado no município de Confins, em Minas Gerais. É o principal do estado e o sexto mais movimentado do Brasil. Serve Belo Horizonte e sua Região Metropolitana, além do estado de Minas Gerais. 
É operado desde 2014 pela BH Airport S.A, uma concessão formada pelo Grupo Motiva (antiga CCR), Zurich Airport e Infraero Aeroportos.
Possui dois modernos terminais de passageiros em operação (T1 e T2) e outro de aviação geral e executiva (T3), atualmente restrito para uso interno da BH Airport.
O aeródromo tem capacidade para atender uma demanda anual de 32 milhões de usuários, podendo receber aviões de grande porte, tais como o Boeing 747, Airbus A380 e o Antonov An-124. É Hub da Azul Linhas Aéreas e Focus City da Gol Linhas Aéreas, sendo atendido também pelas companhias aéreas LATAM, Copa Airlines, TAP Portugal, LATAM Chile e SKY Airline.  
Concentra em suas instalações, sistemas de avançada tecnologia, um terminal de carga aérea totalmente automatizado, pista com 3600 x 45 metros, dotada de equipamentos para pouso de precisão (ILS CAT I) e todos os demais auxílios às operações aeronáuticas.

## História
Durante muitos anos, o saturado Aeroporto da Pampulha foi o principal aeroporto de Belo Horizonte, porém o mesmo sofria com frequentes fechamentos e inundações, devido à sua localização. Ainda foi previsto que em alguns anos o Aeroporto fosse engolido pela cidade, inviabilizando sua utilização. Assim, iniciaram estudos para a construção de um novo aeroporto em Belo Horizonte e o local escolhido foi o então distrito de Confins, na cidade de Lagoa Santa,  cerca de 40 quilômetros do centro da capital. 
Na escolha do local, foram levados em consideração estudos que apontavam uma previsão do quanto a cidade iria crescer, e dessa forma o aeroporto não sofreria com os mesmos problemas que afetavam o Aeroporto da Pampulha. Apesar de arqueólogos afirmarem que a existência do aeroporto no local poderia danificar grutas com tesouros arqueológicos na região, o local foi mantido para a construção do aeroporto.

### Década de 1980 - Projeto e Inauguração
O projeto elaborado foi o de um grande aeroporto industrial, dividido em quatro fases, que seriam realizadas de acordo com a demanda do Aeroporto de Confins, consistindo de duas pistas paralelas de cerca de 3000 metros e quatro módulos de terminais de passageiros, cada um com um anexo no qual se localizariam lojas, a administração e dois estacionamentos. As obras de terraplanagem começaram em 1980, para construir a plataforma onde ficaria o aeroporto. As obras do terminal se iniciaram em 1981. Durante os anos de 1982 e 1983, o aeroporto recebeu 190 aviões que não puderam aterrissar no Aeroporto da Pampulha. Os passageiros desembarcam no terminal de cargas, que já estava pronto, recebendo depois modificações provisórias.
O terminal 1 foi inaugurado em janeiro de 1984, porém com metade de sua capacidade operacional. O primeiro avião a fazer um voo regular de passageiros em Confins foi um 737-200 da VASP, que veio procedente de Belém e São Luis, e seguiu para São Paulo. A inauguração oficial foi em março de 1984. Após a VASP, o Aeroporto de Confins também passou a receber voos da Varig, e a primeira ligação internacional do aeroporto foi feita pela LAB, para Santa Cruz de la Sierra. No início de suas operações, o aeroporto recebia um número maior de operações fretadas.

### Década de 1990 - As Operações e a Queda de Movimento

Aeroporto de Confins ao fundo. Em destaque, a Rodovia de Acesso LMG-800.

Diversos voos internacionais começaram a ser operados a partir do Aeroporto de Confins. Em 1993, veio a PLUNA, voando para Montevidéu, e em seguida a American Airlines anunciou voos para Miami com escala em São Paulo. Depois ainda vieram United Airlines, voando para Miami, a Varig, para Nova Iorque, e ainda a Continental Airlines, para Newark e Rio de Janeiro, além de muitos fretamentos. O Aeroporto estava em seu auge. Porém, a partir dos anos 2000, a situação do Aeroporto piorou. Os voos em Confins passaram a ficar mais escassos: A PLUNA saiu em 1996, seguida a LAB, United, Continental Airlines e em 2004, a American Airlines. O Aeroporto estava com um único voo da Varig para Guarulhos, poucos da VASP e quatro da TAM, que chegaram no final da década de 90. O principal motivo da saída das companhias aéreas, foi a localização do aeroporto em relação à cidade.

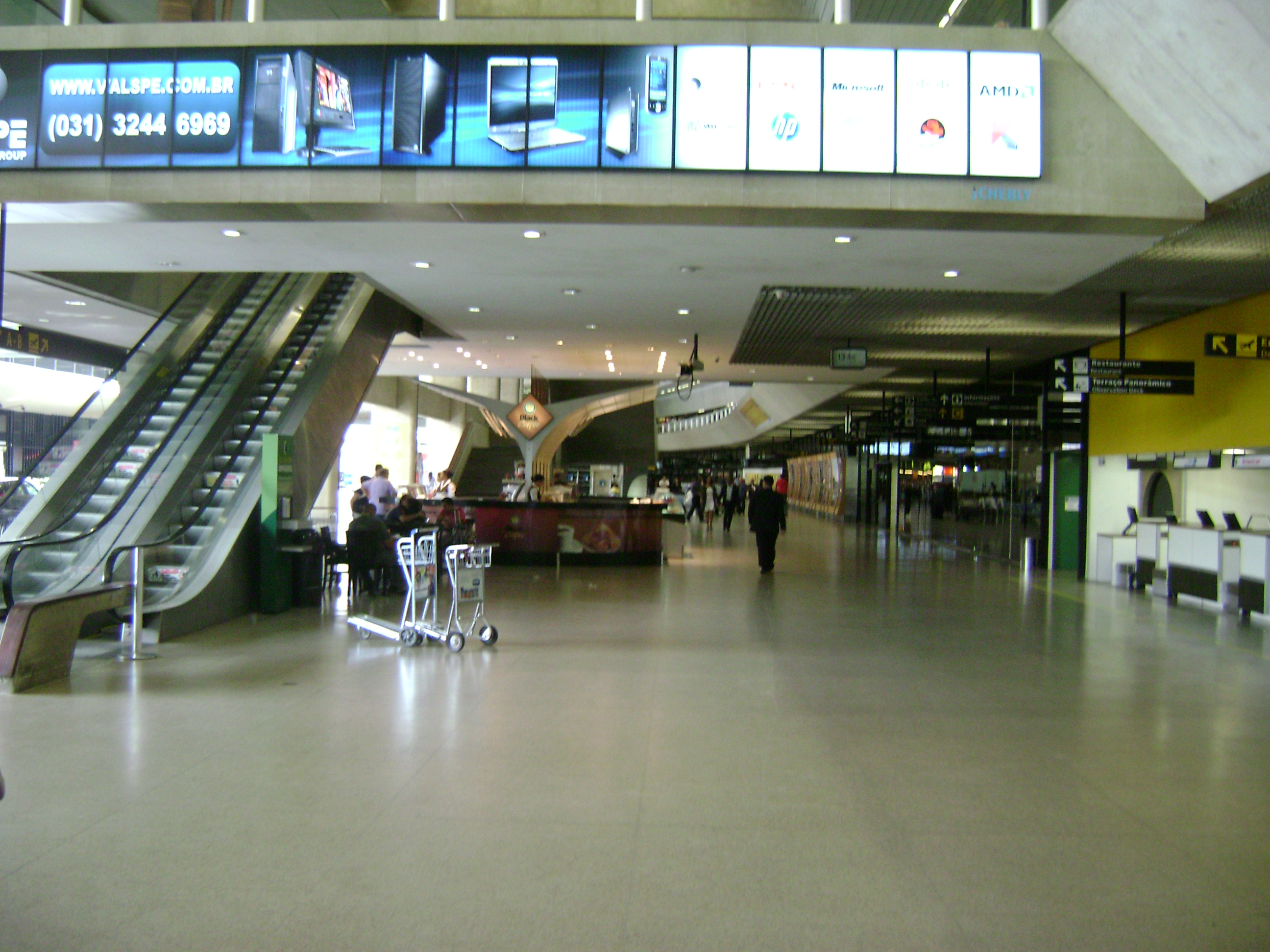
Interior do Aeroporto - Antigo Terminal 1

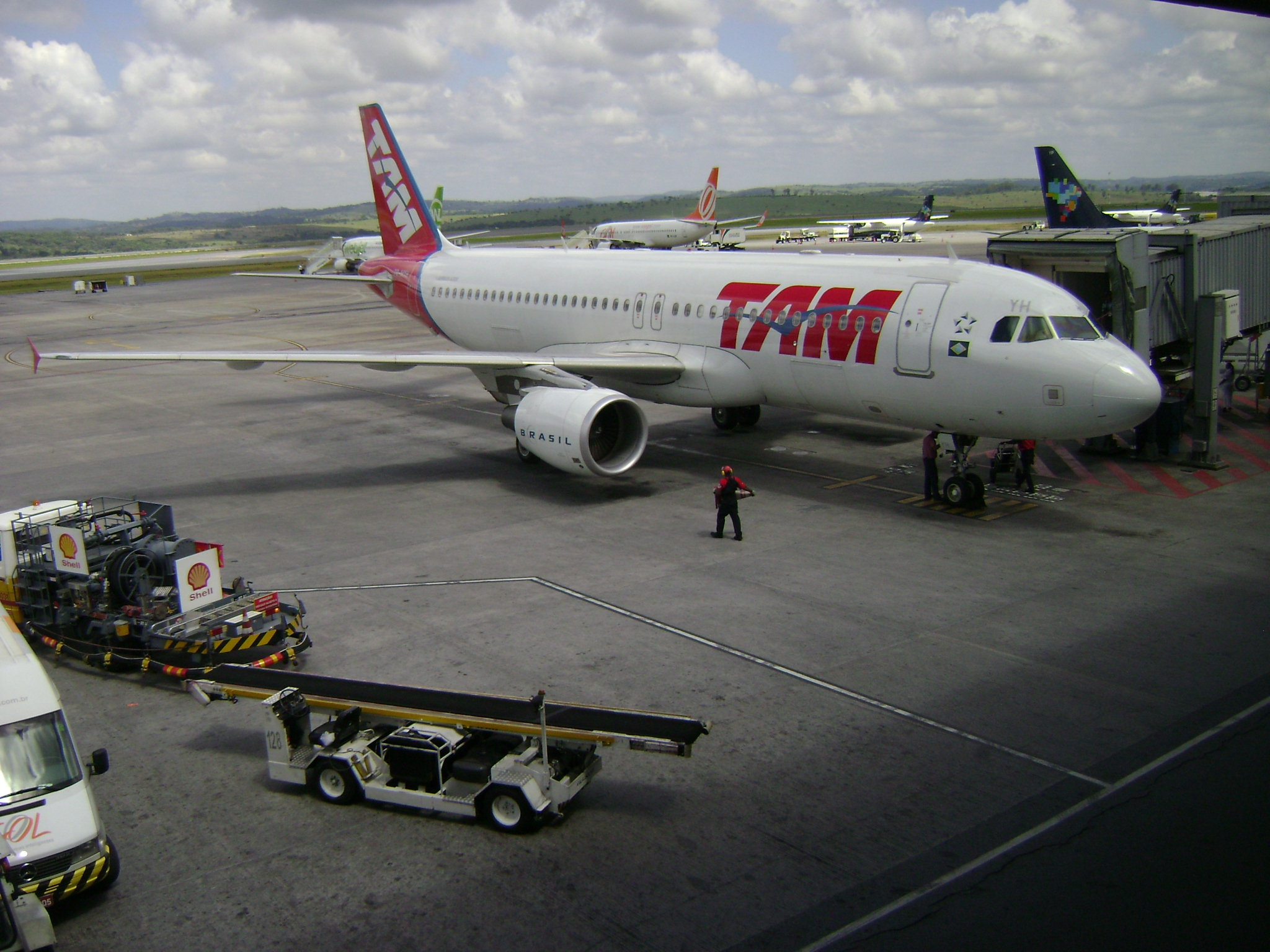
Airbus A320 da TAM Linhas Aéreas em Confins - Terminal 1

### Década de 2010 - Expansão e Concessão
A década anterior terminou com grandes expansões no aeroporto, principalmente por parte das empresas Azul, TRIP e Webjet, que, em 2010, inauguraram voos para Belém, Porto Velho, Manaus, Rio Branco, Ribeirão Preto, Navegantes e outros destinos nunca antes operados a partir de Confins, como Fortaleza, Maceió e Porto Alegre. O aeroporto atinge níveis recordes de passageiros transportados e número de destinos e, como consequência, passa a enfrentar problemas de superlotação, sobretudo no Check-in e Embarque, evidenciando-se a necessidade de ampliação e construção do segundo terminal. Consolidou-se como principal Hub da TRIP e Hub secundário da Azul. Após a fusão das duas empresas, várias ligações com a região Sul foram perdidas, bem como após a aquisição da Webjet pela Gol. Ainda assim, Confins continua tendo inúmeros voos para todas as regiões do Brasil.
No mesmo ano, a Infraero abriu a licitação para modernização do terminal do aeroporto, com a instalação de novos balcões de check-in, esteiras de bagagem, entre outras melhorias. Em dezembro, a TAM iniciou um voo direto para Miami, com seus Boeing 767-300, três vezes por semana, sendo o primeiro voo internacional sem escalas operado por uma companhia aérea brasileira desde a transferência dos voos.
O início de 2011 contou com o retorno da Pluna, que passou a operar, em janeiro desse ano, quatro voos semanais para Montevidéu, passando a uma frequência diária a partir de julho de 2011. Um ano depois, após ter o controle assumido pelo governo uruguaio por problemas financeiros, cancelou todos os seus voos, encerrando a frequência para Montevidéu em julho de 2012. Também entre os anos de 2011 e 2012, a adição de frequências tornou diários os voos da American Airlines para Miami, da Copa Airlines para a Cidade do Panamá, e da TAP para Lisboa. No entanto, é comum ocorrerem eventuais reduções pontuais nas frequências desses voos durante as baixas temporadas. No final do ano de 2012, foram descontinuados os serviços internacionais com escalas da TAM, para Buenos Aires, Miami e Paris, posteriormente ocorrendo o mesmo com os serviços da Gol para Buenos Aires, de forma que o número de passageiros internacionais embarcados e desembarcados em Confins sofreu uma redução de 15% em 2013, conforme o anuário estatístico da Infraero. A Austral Líneas Aéreas, companhia que pertence ao grupo Aerolíneas Argentinas, iniciou em junho de 2013 a operação do seu voo diário para Buenos Aires, possibilitando ligações rápidas com destinos da América do Sul e da Oceania a partir do Aeroporto de Ezeiza, operando frequências diárias, havendo eventuais reduções na baixa temporada. Em Novembro de 2014, a Gol anunciou um voo semanal para Punta Cana, o qual também deixou de ser operado em 2015.
Ainda sob a administração da Infraero, ocorreram obras de reforma e adequação do Terminal 1 do Aeroporto de Confins, que enfrentava diversos problemas desde 2010 — sobretudo, fruto da superlotação resultante da explosão de voos no período. São executadas também as obras de ampliação da pista de 3000 para 3600 metros, que também sofre com atrasos. O governo estadual vinha assessorando a Infraero e a Agência Nacional de Aviação Civil (ANAC) acerca da expansão do aeroporto, contratando projetos conceituais e a elaboração do Master Plan, pela consultoria Changi Airport, visando a direcionar o crescimento da infraestrutura do aeroporto e arredores. Estava prevista, além da reforma e modernização do Terminal 1, a construção de um novo terminal, na primeira fase, e de uma nova pista, do outro lado da rodovia LMG-800, posteriormente. Em outra etapa, seria construído um terceiro terminal do outro lado da rodovia. A administração federal, no entanto, enfrentava severos atrasos e irregularidades para seguir com os planos, tendo a licitação do projeto do Terminal 2 barrada pelo Tribunal de Contas de União (TCU) devido a, nos termos do órgão, "restrição ao caráter competitivo da licitação" e "sobrepreço" e, posteriormente, foi lançada outra licitação, também mal-sucedida. Por fim, a administradora optou por construir um terminal provisório, haja vista que não seria mais possível construir um novo processador definitivo até a Copa de 2014. Decidiu-se por fim, em 2012, por fazê-lo onde então funcionava o terminal de aviação geral. No entanto, a obra também não ficou pronta a tempo do mundial, e só foi concluída no início de 2015, após a concessionária vencedora do processo de licitação assumir a obra. Esta, por sua vez, optou por usar o novo terminal apenas para os voos internacionais e, assim, liberou 40% da Sala de Embarque do TPS1 para os voos domésticos. Os voos internacionais só utilizavam, de fato, 5% do Terminal 1.
Após as concessões dos aeroportos de Brasília, Campinas e Guarulhos à iniciativa privada em 2012, ocorreu no ano seguinte a segunda fase de concessões de grandes aeroportos, dessa vez com os aeroportos do Galeão e de Confins, de modo que o edital foi publicado ainda em 2013. Após passar pela etapa de consulta pública, e o pregão, realizado em novembro do mesmo ano, venceu o consórcio Aerobrasil, formado pela CCR (75%) e pelas Operadoras Flughafen Zürich (24%) e Flughagen München (1%), dos aeroportos de Zurique e Munique, respectivamente.
Em 2014, a Flughagen München deixou o consórcio devido a problemas internos. Devido a ser uma empresa de capital público alemão, era necessária a aprovação das entidades pertinentes para definir se ela poderia ou não permanecer na composição da BH Airport. Desta forma, conforme previsto no Acordo de Acionistas, a Munich Airport deveria exercer sua opção de compra de 11,5% da participação acionária da Flughafen Zürich ou vender para esta a totalidade de sua participação, o que acabou ocorrendo. Permaneceram então, a CCR (75%) e a Flughafen Zürich (25%) como acionistas majoritários. Estes tem participação de 51% na BH-Airport, sendo o restante (49%), correspondente à Infraero.

Confins visto a partir do DTCEA-CF.

No ano de 2015, o aeroporto ganhou uma ligação direta com Orlando pela Azul, com a chegada do Airbus A330 na empresa. Todavia, com a crise financeira, a rota foi cancelada em Fevereiro de 2016, ano em que o aeroporto perdeu, também, a sua ligação com Buenos Aires, Manaus (rota trocada por Porto Velho) e outros destinos. A Gol fez um corte de mais de setenta voos no aeroporto e eliminou inúmeros destinos, restando apenas Brasília, Carajás, São Paulo e Rio de Janeiro (todos os aeroportos de ambas cidades).
Atualmente, o aeroporto é utilizado pelas principais companhias aéreas brasileiras no processo de nacionalização de suas aeronaves, por possuir um processo mais eficiente, rápido e menos oneroso. Os primeiros modelos brasileiros dos modernos Airbus A350 XWB (Latam) e Airbus A320neo (Azul e Latam) realizaram seu primeiro pouso em território brasileiro no BH Airport. Outros modelos como os Boeings 737 e 777, Airbus A320, A330 e ATR-72 também já realizaram este procedimento em solo mineiro. 

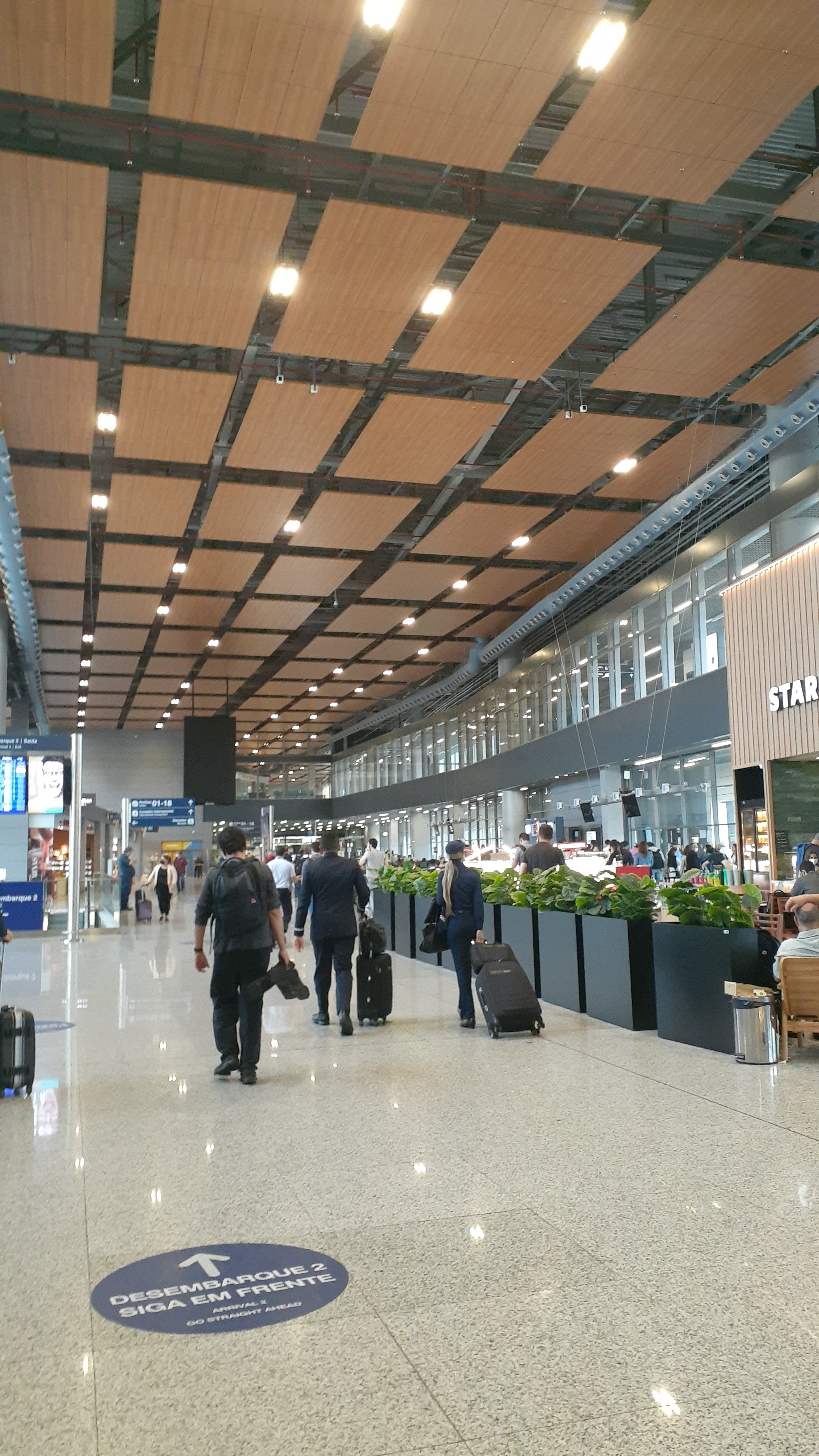
Sala de Embarque do T2 e Starbucks Coffee.

A construção do Terminal 2 durou quatorze meses, indo de Outubro de 2015 a dezembro de 2016, sendo inaugurado no dia 6 deste mês. O custo total foi de R$870 milhões. O terminal é parte das condições para concessão, que contemplam também a construção de uma nova pista até 2020 (a data da construção da pista foi adiada). O novo terminal opera todos os voos internacionais desde Janeiro de 2017, quando foi desativado o provisório Terminal 3. 
Quanto aos voos domésticos, o Terminal 2 funciona como uma extensão do Terminal 1: o check-in e embarque de todos os voos continua sendo feito no antigo terminal, que concentra as operações da Azul (portões 1-7, 15-16 e R01-R05), mas os embarques das empresas Latam,Gol e os voos internacionais são feitos no Terminal 2 (pontes 17-33). O desembarque destes, porém, é separado.

### Década de 2020 - Consolidação como Hub Nacional
Durante a pandemia de COVID-19, os aeroportos do planeta inteiro enfrentaram desafios significativos devido às restrições de viagem, fechamentos de fronteiras e quedas drásticas na demanda por voos, experimentando-os uma redução substancial no número de passageiros e resultando em dificuldades financeiras e operacionais. As medidas de segurança e restrições de viagem impostas pelos governos afetaram diretamente a aviação civil. Com a diminuição da demanda por viagens aéreas, as companhias aéreas reduziram suas operações e encerraram rotas. Em Confins, o Movimento Operacional ultrapassou os 11 milhões de passageiros em 2019 (ultimo ano antes da pandemia), tendo caído para menos de 5 milhões em 2020. Nos anos seguintes, a movimentação voltou a subir, mas ainda não ultrapassou os números de 2019 (previsto para acontecer apenas em 2024).

#### Novos Voos (ITA)

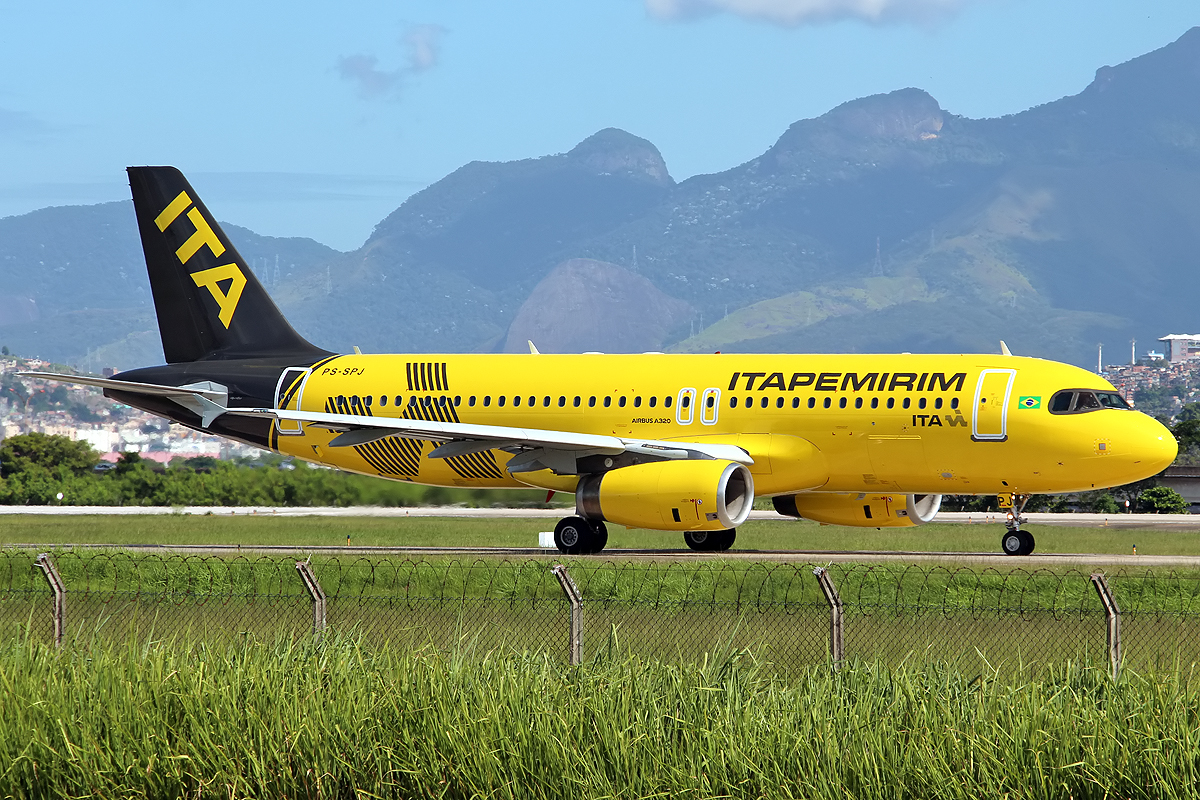
Airbus A320-200 da ITA.

No dia 11 de fevereiro de 2021, foi anunciado pela ITA Transportes Aéreos em conjunto com a BH Airport e o Governo do Estado de Minas Gerais, que a companhia aérea estabeleceria um Hub (Centro de Distribuição de Voos) em Confins (juntamente com Guarulhos) e que realizaria uma integração entre os transportes terrestre (via Itapemirim) e aéreo, estabelecendo um amplo terminal rodoviário intermodal (como opção aos passageiros dos aviões) no aeroporto (algo que nunca foi concretizado, devido a falência da ITA).
Entre os dias 12 e 15 de abril de 2021, a ITA realizou voos de certificação junto à Agência Nacional de Aviação Civil (Anac) no Aeroporto, com o objetivo de obter o Certificado de Operador Aeronáutico (COA). No dia 01 de Julho de 2021, a ITA estreou oficialmente, fazendo o voo Guarulhos-Confins. O Pouso ocorreu as 7h50 em solo mineiro, com direito a batismo da Aeronave. Nos meses seguintes, a ITA passou a operar voos (via Confins) para Brasília (DF), Recife (PE) e Galeão (RJ).

No dia 21 de Dezembro de 2021, às vésperas do Natal, surpreendendo milhares de clientes, funcionários e a própria ANAC, a ITA Transportes Aéreos anunciou que estava suspendendo suas atividades, provocando confusão e desespero nos aeroportos onde atuava, impactando cerca de 45 mil clientes. Em nota, a empresa justificou a decisão por “uma necessidade de ajustes operacionais”. Durante os seis (pífios) meses de operação, cerca de 360 mil passageiros foram transportados pela ITA Transporte Aéreos. 

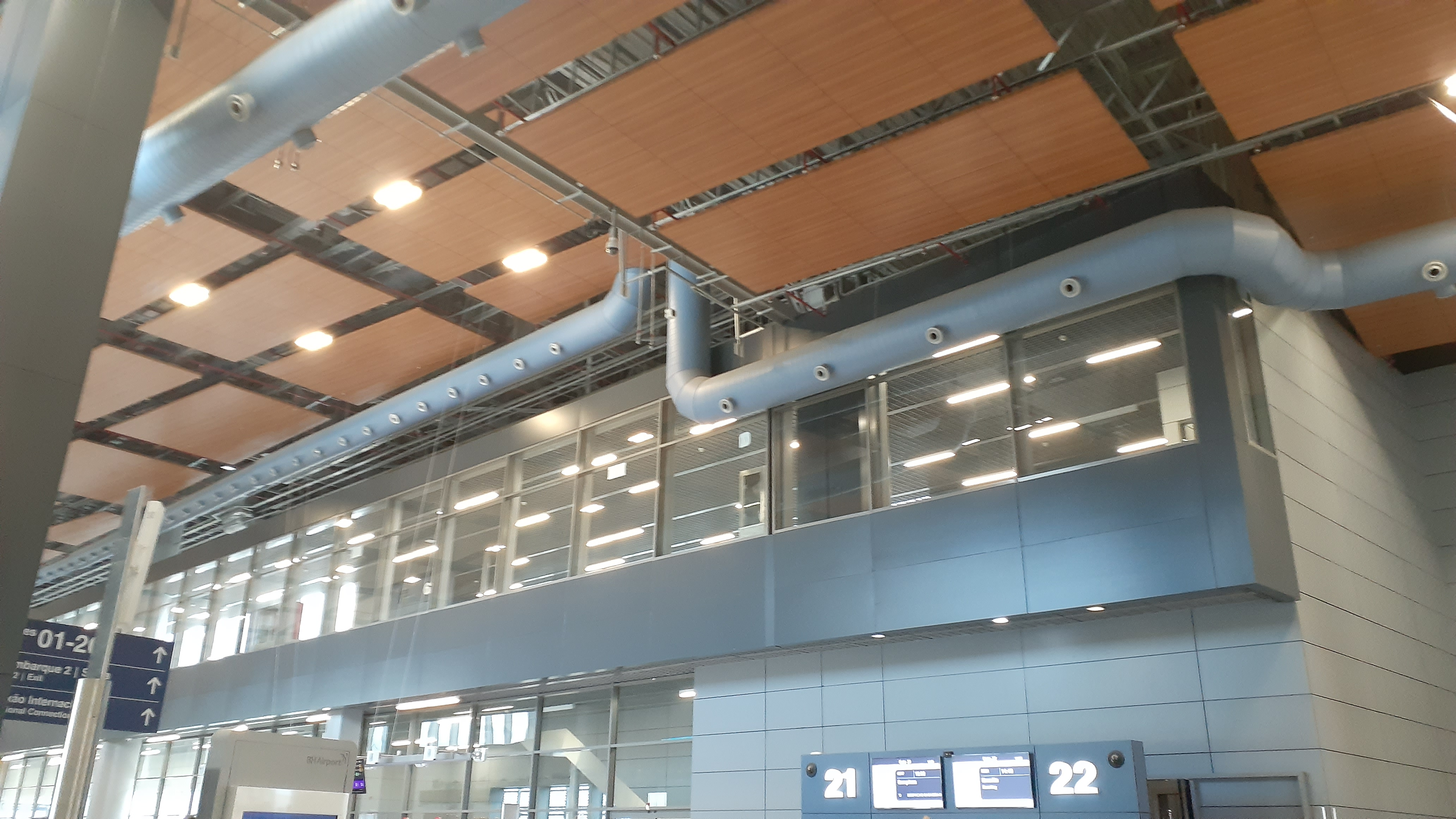
Interior do Novo Terminal 2.

A ANAC foi duramente criticada por políticos e passageiros nos dias seguintes. Além de autorizar a operação das empresas aéreas, ela também é responsável pela fiscalização das operações. O Então Diretor-Presidente da ANAC Juliano Noman, afirmou dois dias depois da suspensão das atividades da ITA, em entrevista ao Estadão/Broadcast que eles foram pegos de surpresa e que não esperavam ou tinham ciência que a companhia fosse parar.  A ANAC posteriormente multou a ITA em R$ 3 milhões por suspender voos e falhar em dar assistência a clientes e cancelou em caráter definitivo o seu Certificado de Operador Aeronáutico (COA). 

#### Novos Voos
Visando recuperar o movimento operacional pós pandemia, a BH Airport e o Governo do Estado de Minas Gerais (através da Secretaria de Estado de Desenvolvimento Econômico e INVEST Minas) passaram a trabalhar juntas em 2022 para atrair novas rotas e companhias aéreas. 
A Avianca anunciou em Dezembro de 2022, que iniciaria voos diretos para Bogotá, capital da Colômbia. A Rota começou a ser operada em Março de 2023, 3x por semana com dois tipos de aeronaves: Airbus A319 e A320neo. A rota acabou sendo cancelada devido à baixa demanda e o último vôo foi em 1º de Julho de 2024.
A Azul voltou a operar as rotas diretas para Orlando e Fort Lauderdale com os novos Airbus A330-900neo. No dia 24 de Junho de 2023, a companhia inaugurou um voo inédito semanal ligando BH a paradisíaca Ilha de Curaçao (via Aeroporto de Willemstad), na América Central com o Airbus A320neo. O voo AD8787 parte da capital mineira aos sábados, às 13h e pousa em Curaçao às 18h. Já no sentido inverso, a decolagem do voo AD8786 ocorre aos domingos, saindo da ilha caribenha às 8h30, chegando às 16h em Belo Horizonte. A companhia aérea brasileira ainda aumentou os voos para Recife e Salvador, anunciando também novas rotas para cinco capitais nordestinas: Aracaju, João Pessoa, Maceió, Natal e Teresina. Com isso, torna-se a primeira vez na história em que o aeroporto passa a ter ligações diretas e sem escalas para todas as capitais do Nordeste Brasileiro.
A TAP Air Portugal também aumentou as frequências do voo direto (passando a ser diário) para Lisboa utilizando os Airbus A330-900neo. 
A Copa Airlines (que celebrou 15 anos de operações em Minas Gerais) anunciou que a partir de janeiro de 2024, terá 10 frequências semanais entre Belo Horizonte e a Cidade do Panamá. Além dos voos diários que já estão em operação, ela ainda terá uma frequência semanal adicional às segundas, quartas-feiras e aos sábados. Os novos voos partirão de Belo Horizonte às 11h59 e chegarão às 16h58 no Panamá. Os voos são operados com Boeing 737-800A ou 737-800B, que contam com 16 assentos em classe executiva e 144 (ou 138) assentos na econômica.

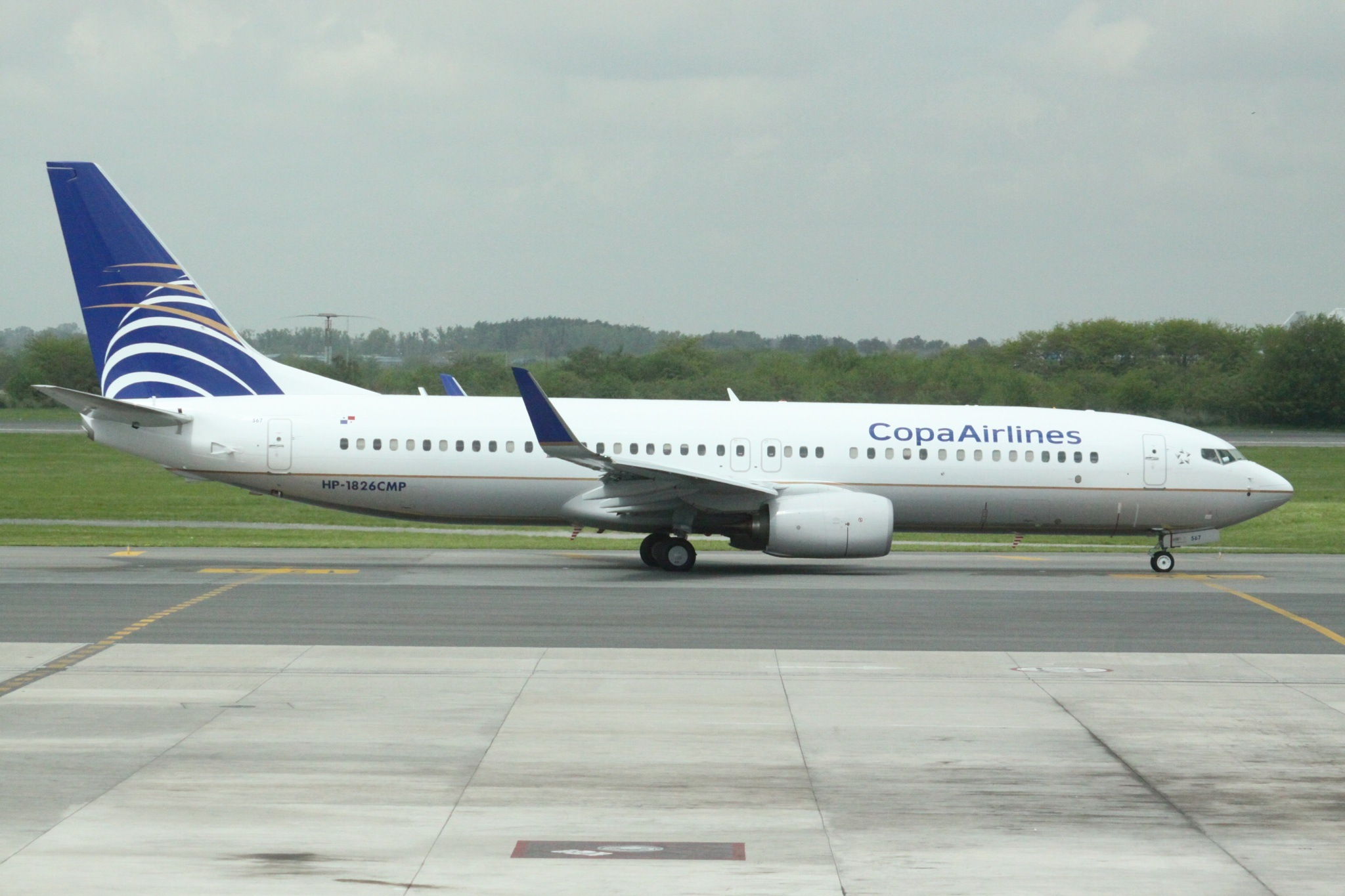
Boeing 737 da Copa Airlines.

A Latam Chile foi mais uma companhia aérea internacional a anunciar novos voos para Confins em Junho de 2023, confirmando que a rota entre a capital mineira e Santiago teria duração de aproximadamente 4h20. Os voos se iniciaram no dia 01º de Novembro de 2023. Na comparação com uma viagem com conexão no aeroporto de São Paulo/Guarulhos, o tempo de deslocamento entre Minas Gerais e o Chile diminuirá de 8h para 5h em média. A rota é atualmente operada três vezes por semana (quarta-feira, sexta-feira e domingo) a bordo do Airbus A320, que comporta até 12 passageiros em cabine Premium Economy e 162 em Economy.
Já em Outubro de 2023, foi a vez da Voepass Linhas Aéreas anunciar que escolheu o BH Airport como o próximo aeroporto para sua expansão. A companhia aérea vai lançar seus primeiros voos no dia 07 de Julho de 2024 para Caldas Novas, Porto Seguro, Ilhéus e Comandatuba.
Em Novembro de 2023, a GOL anunciou que voltaria a operar a rota direta entre Belo Horizonte e Buenos Aires (EZE) na Argentina. A rota (que inicialmente será sazonal) estará disponível entre dezembro de 2023 e fevereiro de 2024. A decolagem ocorre aos sábados às 23h10 do BH Airport. Os voos de volta ocorrem aos domingos, saindo do Aeroporto Internacional de Ezeiza (EZE) às 3h40 da manhã. A rota é operada com os aviões da família 737, das versões -800 e MAX, com capacidade para até 186 passageiros em classe única.  Em Fevereiro de 2025, a GOL anunciou que a Rota foi transferida para o Aeroparque Jorge Newbery a partir de 02 de Abril de 2025, passando a ser fixo, com dois voos semanais operados pelo Boeing 737-800 MAX. 
Em Dezembro de 2023, a SKY Airline, anunciou que vai expandir suas operações no Brasil, operando a rota entre Santiago e Belo Horizonte. Os voos sazonais ocorrerem às terças, quintas e sábados, com estreia prevista para o dia 15 de junho e encerramento em 28 de setembro. A rota é operada com o moderno Airbus A320neo, configurados para até 186 passageiros em classe única. Em Junho de 2025, o voo direto de Belo Horizonte para a capital chilena foi novamente confirmado, ficando disponível entre 24 de junho e 13 de setembro, mantendo as três frequências semanais. 
Em Fevereiro de 2025, a Azul anunciou que passará a operar voos sazonais diretos para Bariloche a partir de Belo Horizonte. Entre 17 de junho e 24 de agosto, serão, considerando ida e volta, 34 voos entre Belo Horizonte e Bariloche, ocorrendo nas Quartas e Domingos. 
Em Maio de 2025, a Advantage VIP Lounge, localizada no BH Airport, foi eleita a melhor sala VIP do mundo na categoria Global Lounge of the Year pelo Priority Pass Excellence Awards 2025. O reconhecimento foi baseado em mais de 781 mil avaliações feitas por membros do programa, entre março de 2024 e março de 2025, que consideraram critérios como atendimento, conforto, estrutura, gastronomia e nível geral de satisfação. Essa é a primeira vez na história que uma sala VIP brasileira conquista o prêmio máximo da premiação. A votação reflete a opinião de milhares de viajantes que utilizam os mais de 1.500 lounges credenciados globalmente pelo Priority Pass. 

#### Corrida Noturna
Consolidando cada vez mais como um Hub Multimodal, a BH Airport voltou a promover em 2022 a BH Airport Night Run, uma corrida inédita que ocorre na pista e dependências do aeroporto (de madrugada, quando não há operações) atraindo milhares de corredores de todas as partes do Brasil. A Primeira edição ocorreu em 2018 e foi um sucesso, retornando novamente em 2019. Devido a pandemia de COVID-19, não ocorreram edições em 2020 e 2021.
Em 2022, a corrida foi confirmada, passando a ser integrada ao Santander Track&Field Run Series (o maior circuito de corrida de rua da América Latina em número de provas).
| ANO  | ETAPA     | NOME DA PROVA                                  | CIRCUITO           |
| ---- | --------- | ---------------------------------------------- | ------------------ |
| 2018 | 1ª Edição | BH Airport Night Run                           | 5,5 km 10 km       |
| 2019 | 2ª Edição | Track&Field Run Series 2019 - BH Airport       | 5,5 km 10 km 21 km |
| 2022 | 3ª Edição | Track&Field Run Series 2022 - BH Airport       | 5 km 10 km 21 km   |
| 2023 | 4ª Edição | Track&Field Run Series 2023 - Etapa BH Airport | 5 km 10 km         |
| 2024 | 5ª Edição | Track&Field Run Series 2024 - Etapa BH Airport | 5 km 10 km         |

#### Novidades
O BH Airport inaugurou em 2023, 30 novas lojas, visando proporcionar praticidade, conforto e tranquilidade aos passageiros. Entre as operações mais recentes destacam-se um guarda-volumes Clique e Retire e um quiosque Go Box, ambos desenvolvidos com tecnologia avançada para oferecer máximo conforto, comodidade e segurança aos clientes. Outras novidades incluem unidades da Dufry Mezanino, Lotérica Boa Viagem e área de mesas da Forneria Ouro Preto no saguão do aeroporto.

Vista do Aeroporto Internacional de Confins

No T1, foram inauguradas a Dufry Last Minute, Aerokids, Air Farma, Kopenhagen, Pizza Hut (segunda loja) e Subway (terceira operação), além do retorno da O´GIN para a área central do saguão. O terminal, recentemente modernizado, recebeu também novos quiosques, entre eles
- The Coffee;

- Doog;
- Strelar;
- ChilliBeans (3º Quiosque).
- Mc Donalds (3 novas lojas),
- Aerobagse;
- Bendizê.

## Movimento Operacional

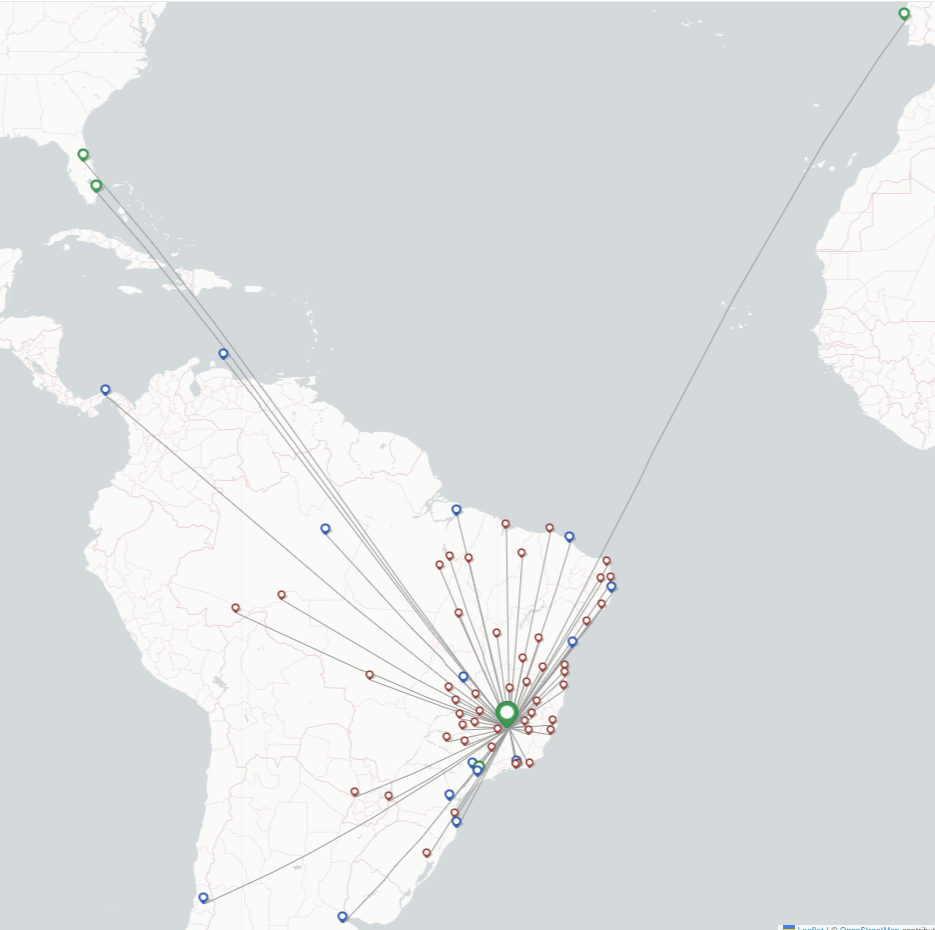
Mapa de voos, Outubro de 2024

## Infraestrutura Atual

### Terminal 1 e Terminal 2

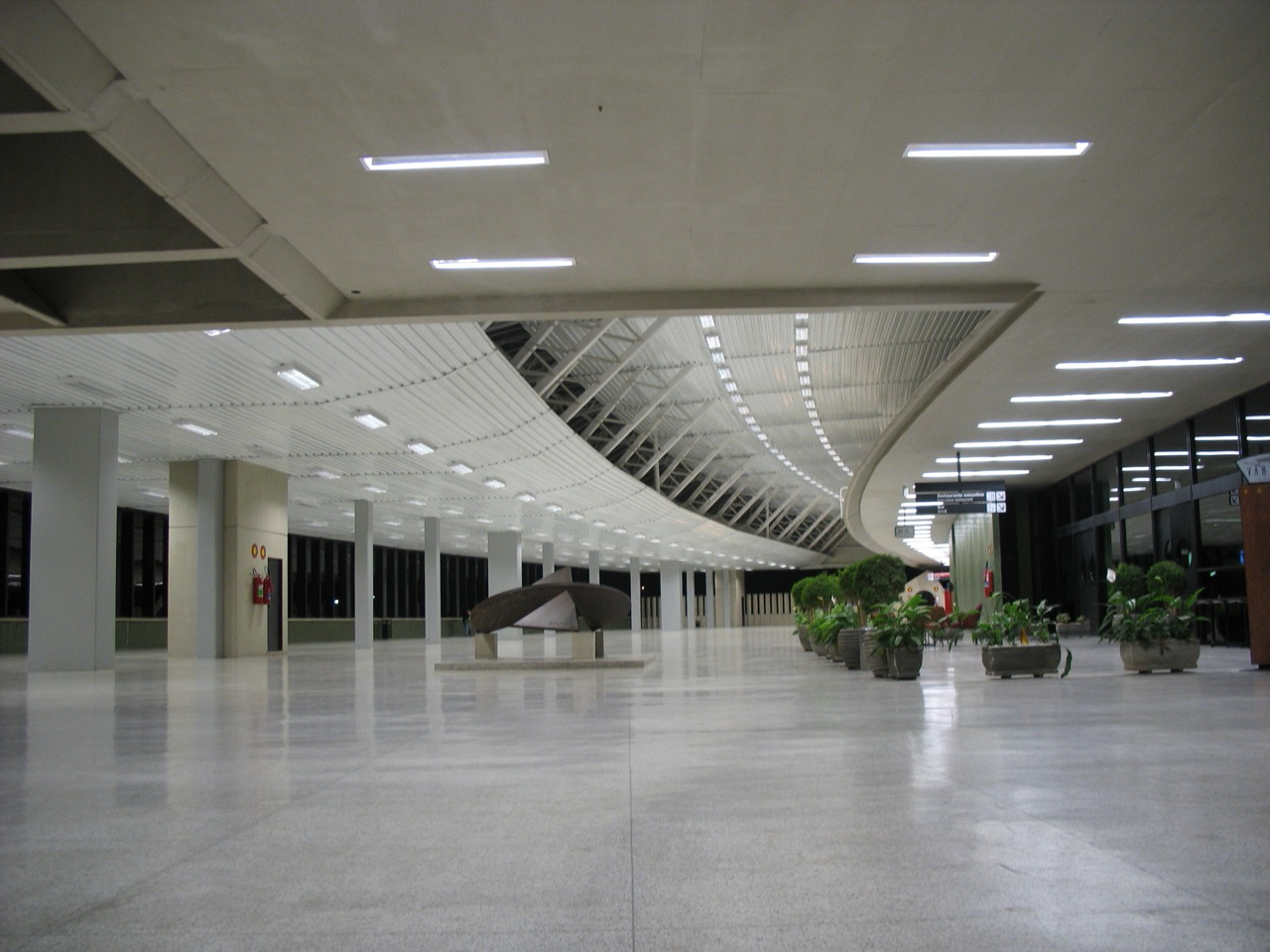
Aeroporto de Confins - Terminal 1

Os dois Terminais (T1 e T2) são totalmente integrados e possuem atualmente três pisos: Térreo, 1º Pavimento e 2º Pavimento.
Piso Térreo
- Check-in 01 e 02 - Doméstico;
- Desembarque 01 e 02 - Doméstico;
- Alfândega;
- Restaurantes e Lojas Variadas;
- Duty Free;
- Balcão de Informações da BH Airport;
- Banheiros e Bebedouros de Água;
- Bancos e Lotérica;
- Correios;
- Locadoras de Veículos;
- Áreas de Convivência;
- Área Kids.

Primeiro Pavimento
- Embarque Doméstico;
- Portões de Embarque Doméstico;
- Acesso aos Portões de Embarque Remoto;
- Check-in 03 - Internacional;
- Restaurantes e Lojas Variadas;
- Mirante e Passarela Mineira (Espaço de Convivência);
- Duty Free;
- Polícia Federal;
- ANVISA;
- Receita Federal;
- Banheiros e Bebedouros de Água;
- Sala VIP Ambaar Lounge (Depois da Área de Segurança, próximo ao Portão 07).
- Sala VIP Ambaar Lounge - Internacional (Depois da Área de Segurança, próximo ao Portão 60).
- Sala VIP Ambaar Club (Depois da Área de Segurança, próximo ao Portão 02);
- Sala VIP Advantage Lounge (Fast Track: Entrada pelo Mezanino. Entrada Lado AR: Depois da Área de Segurança, próximo ao Portão 01)
- Sala VIP BRT Lounge (Depois da Área de Segurança, próximo ao Portão 01)[42]
- Sala VIP BRT Lounge - Área Pública (Lado TERRA) - Julho de 2025. [42]

Segundo Piso
- Embarque Internacional;
- Portões de Embarque Internacional;
- Administração BH Airport;
- Restaurantes e Lojas Variadas;
- Banheiros e Bebedouros de Água;
- Terraço Panorâmico;
- Duty Free.

### Terminal 3
Após a total transferência das Operações Internacionais para o Terminal 2, o Terminal 3 que antes era usado provisoriamente para os voos internacionais foi desativado. Foi transformado em Terminal de Aviação Geral e Executiva, com uso restrito pela BH Airport. O Terminal 3 tinha capacidade para receber com conforto e segurança até 4,3 milhões de passageiros por ano.

### Unificação dos Terminais
A BH Airport trata os Terminais 1 e 2 como um só, de modo a facilitar a compreensão do usuário quanto à localização dos serviços, através da indicação do Check-in a ser utilizado (1 e 2 para Operações Domésticas e 3 para Operações Internacionais).

### Centro de Manutenção de Aeronaves - GOL AeroTECH
Em 2006, a Gol Linhas Aéreas Inteligentes inaugurou ao lado do aeroporto o principal centro de manutenções de aeronaves da América Latina. É situado em uma área de 47.387 m², que pode receber até sete aeronaves simultaneamente para manutenção, distribuídas em três modernos hangares. Sua especialidade é realizar serviços de manutenção para companhias aéreas da família Boeing 737 (Next Generation, Classic e MAX) e Boeing 767. É certificada por órgãos reguladores nacionais (ANAC - Agência Nacional de Aviação Civil) e internacionais, tais como a FAA (Federal Aviation Administration, dos Estados Unidos) e EASA (European Union Aviation Safety Agency).

## Expansão

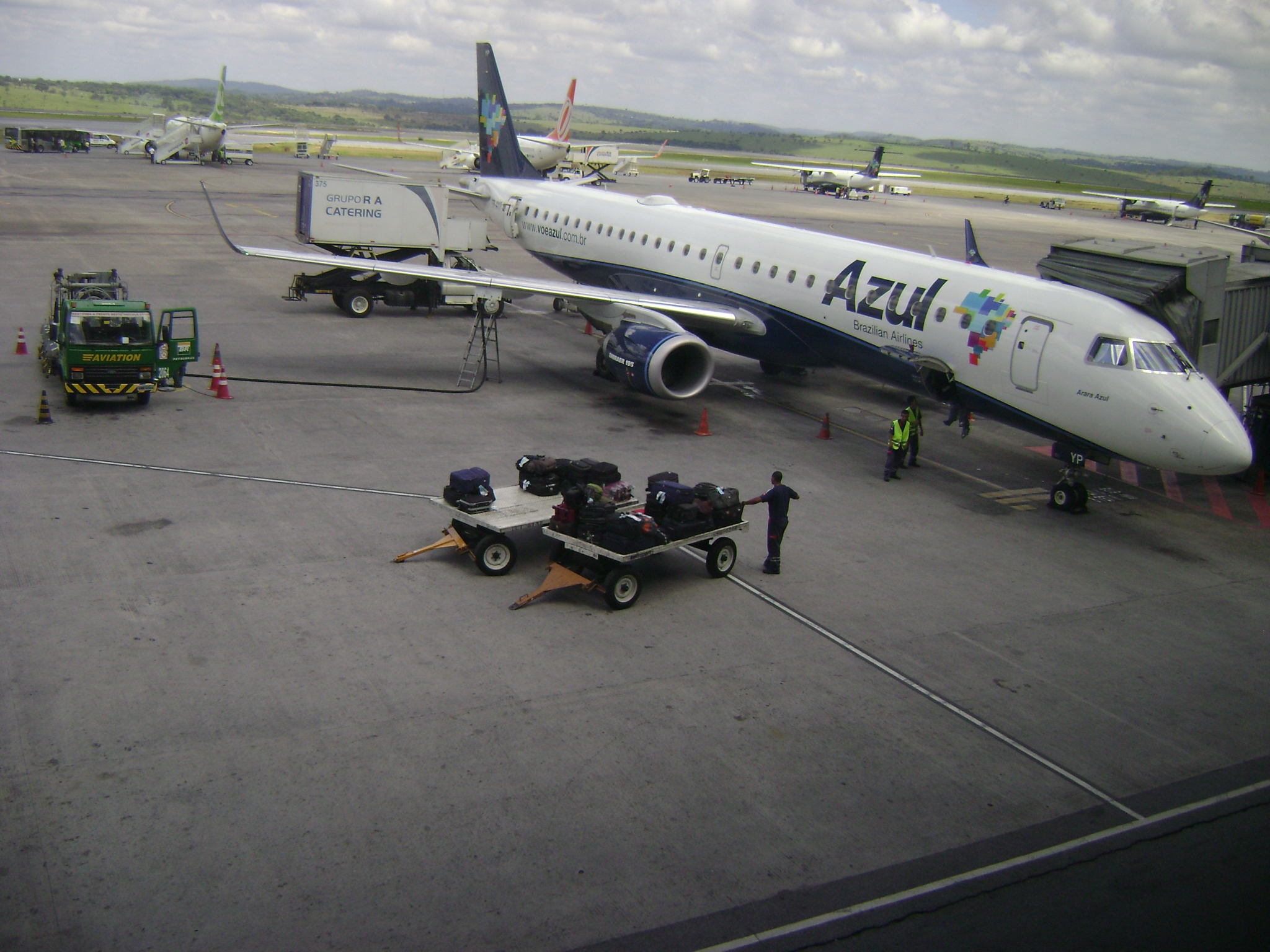
No primeiro plano, Embraer E-195 da Azul; em segundo plano, Boeings 737 da Gol e da Webjet e aeronaves ATR da Azul.

A concessionária BH-Airport conduziu um processo de expansão do aeroporto, cujas melhorias incluem reforma do Terminal 1 e construção do Terminal 2.
No ano de 2013, foi concluída a construção do Pátio 2, ao lado do Pátio 1, e a ampliação do Pátio 3 (do TECA - Terminal de Carga Aérea), o que aumentou sobremaneira o número de posições disponíveis no aeródromo.
Em 2022, foi inaugurada a primeira fase da reforma total do Terminal 1. Além disso, na sala de embarque, a parte mais antiga, que abrigava os portões 3, 4, 5 e 6, também foi reformada e agora lembra o Terminal de Passageiros 2. O projeto de modernização do Terminal foi assinado pelo escritório Fernandes Arquitetos Associados. As intervenções demandaram investimentos da ordem de R$ 100 milhões e contribuem para fortalecer o papel do aeroporto como hub.

### Pistas e Aeródromo em Geral
- Ampliação da atual pista de pouso de 3000m x 45m para 3600m x 45m;
- Construção de novas taxiways, ligando o terminal de passageiros ao terminal de cargas e o terminal de cargas ao Centro de manutenção da GOL;
- Ampliação do pátio do terminal de cargas;
- Construção de mais duas saídas rápidas da pista de pouso.

### Terminal 1
- Retrofit da estrutura geral do Terminal;

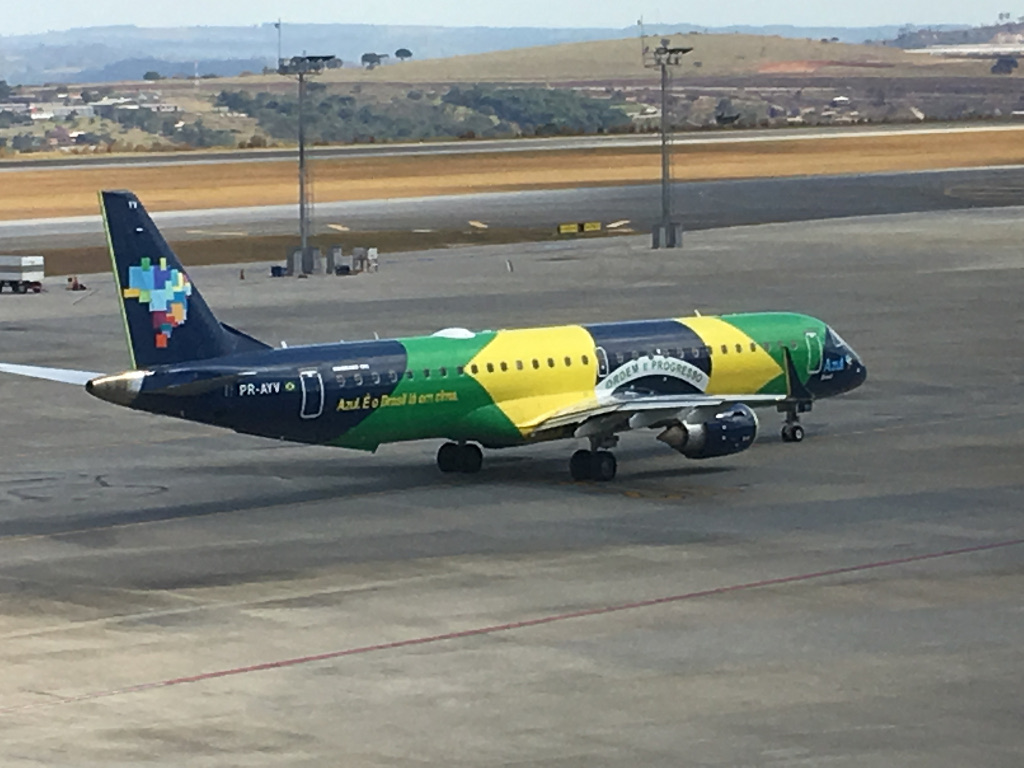
Embraer 195 da Azul indo decolar. Vista do Terraço.

- Retrofit dos Banheiros;
- Construção de Novos Banheiros;
- Inauguração da Sala VIP doméstica;
- Inauguração de novas lojas;Embraer 195 da Azul indo decolar. Vista do Terraço.

### Terminal 2
- Salas de embarque para voos domésticos e internacionais;
- Balcões de check-in internacional;
- 49 mil metros quadrados de área construída;
- 17 pontes de embarque, sendo três exclusivas para operações internacionais;
- 6 esteiras rolantes para deslocamento de passageiros ao longo do terminal;
- 9 escadas rolantes;
- 18 elevadores;
- 1,8 mil vagas de estacionamento adicionais;
- 44 novas posições para estacionamento das aeronaves;
- Novas Lojas e Restaurantes;
- Duty Free's;
- Salas VIP Nacional e Internacional;
- Capacidade ampliada para 32 milhões de passageiros por ano.

Aeroporto de Confins em Números:
- Capacidade para 32 milhões de passageiros/ano;
- 132 mil m² de área;
- 26 pontes de embarque, sendo três para operações internacionais;
- 17 canais de inspeção para passageiros (raio-X);
- 9 esteiras para devolução de bagagens;
- 3 conjuntos de esteiras rolantes;
- 27 elevadores e 14 escadas rolantes;
- 3805 vagas de estacionamento;
- 44 posições para aeronaves.

## Informações
| Números Sítio Aeroportuário: - Área 15.010.000 m² Pátio das Aeronaves: - Pátio 1: 186.020 m² - Pátio 2: 8.617,17 m² - Pátio 3: 16.800 m² Posições de embarque: 44 (26 fingers) Estacionamento de aeronaves: - Pátio 1: 18 posições - Pátio 2: 22 posições para aviação geral e 01 heliponto - Pátio 3: 03 posições para aeronaves cargueiras Pista - dimensões: 3600m x 45m Terminais de Passageiros - Área: 131.400 m² - Capacidade/Ano: 32 milhões de passageiros Estacionamento de veículos - Capacidade: 3.805 vagas | Endereço LMG-800 Km 7,9 s/n, Confins - MG, 33500-900 Distâncias - Centro de Belo Horizonte - 39,8 km - Rodoviária - 39,5 km - Aeroporto da Pampulha - 33,4 km | Serviços - Balcão de Informações da BH Airport - Perdidos e achados - Polícia Militar - Polícia Civil - Polícia Federal - Receita Estadual - Receita Federal - Vigilância Sanitária - VIGIAGRO - ANAC - DER - Juizado da Infância e Juventude | Facilidades - Bancos - Caixas Eletrônicos - Posto Médico - Estacionamento - Táxi - Locadora de Veículos - Farmácia - Fraldário - Casa de Câmbio - Alimentação - Ônibus Executivo - Trasporte Urbano - Proteção de Bagagem - Correio - Lotérica - Moda e Beleza - Livraria - Free Shopping - Flores - Turismo - Internet - Produtos Regionais - Artesanato |

## Acidentes e incidentes
- No dia dia 29 de setembro de 1988, o voo VASP 375, que ia de Confins para o Rio de Janeiro foi sequestrado, o avião pousou em Goiânia e o sequestrador foi detido. A única vítima foi o co-piloto, morto pelo sequestrador.
- No dia 18 de março de 2000, um Boeing 727-200(PP-VLV) operado pela Varig Cargo procedente de Salvador cumprindo uma rota regular de carga, acidentou-se durante o pouso. A aeronave tocou o solo às 22h20 e alguns segundos após o toque, o conjunto do trem de pouso esquerdo se soltou, colidindo com o motor de mesmo lado da aeronave. A aeronave girou sem controle ficando no sentido contrário ao do pouso; houve perda total do avião. Os três tripulantes saíram ilesos.
- No dia 5 de agosto de 2009, um Fokker 100 (PR-OAQ) da OceanAir, cumprindo o voo 6151 procedente de Brasília, estourou um pneu durante o pouso deixando a aeronave atravessada na pista. Ninguém se feriu, porém, o aeroporto ficou fechado por quase seis horas, atrasando decolagens e pousos de vários voos.
- No dia 20 de dezembro de 2018, um Boeing 777-300ER da LATAM, prefixo PT-MUG, que realizava o vôo JJ8084 de São Paulo a Londres, sofreu uma pane elétrica pouco depois de decolar, tendo que fazer um pouso de emergência em Confins. Ao pousar, o trem de pouso sofreu danos, e a aeronave teve que permanecer na pista até a troca dos pneus. O aeroporto foi interditado por mais de 12 horas, e mais de 100 voos foram cancelados. Não houve feridos.[52]